# مریخ (فیلم ۱۹۶۸)
«مریخ» (روسی: Марс) فیلمی در ژانر علمی–تخیلی است که در سال ۱۹۶۸ منتشر شد.